# 多齒異非鯽
多齒異非鯽為輻鰭魚綱鱸形目隆頭魚亞目麗魚科的其中一種，分布於非洲剛果河中游流域，體長可達29.5公分，棲息在底中層水域，生活習性不明。